# Yongmun (métro de Daejeon)
Yongmun (hangeul : 용문 ; hanja : 龍汶), est une station de passage de la ligne 1 du métro de Daejeon. Elle est située au 644, Gyeryong-ro, quartier Yongmun-dong, dans l'arrondissement Seo-gu de la ville de Daejeon en Corée du Sud.
Ouverte en 2006, la station est desservie par les rames qui circulent sur la ligne (service omnibus)

## Situation sur le réseau

Plan du réseau (2017)

La station établie en souterrain Yongmun est une station de passage de la Ligne 1 du métro de Daejeon : elle est située entre la station Tanbang, en direction du terminus nord-ouest Banseok, et la station Oryong, en direction du terminus sud-est Panam,.

## Histoire
La station Yongmun est mise en service le 16 mars 2006, lors de l'ouverture à l'exploitation de la première section de la ligne 1 du métro de Daejeon entre Panam et Government Complex, Daejeon,.

## Services aux voyageurs

### Accès et accueil
La station est située au 644, Gyeryong-ro, dans le quartier Yongmun-dong. Huit bouches, numérotées de 1 à 8 font le lien entre la surface et les niveaux en sous-sol, deux niveaux, par l'intermédiaire d'escaliers, d'escaliers mécaniques (6) et d'ascenseurs (3). Comme toutes les stations elle dispose d'une billetterie avec des automates distincts selon le service. La station est accessible aux personnes à la mobilité réduite.

### Desserte
Yongmun est desservie par les rames qui circulent sur la ligne 1 (service omnibus). Les quais sont équipés de portes palières.

Installations
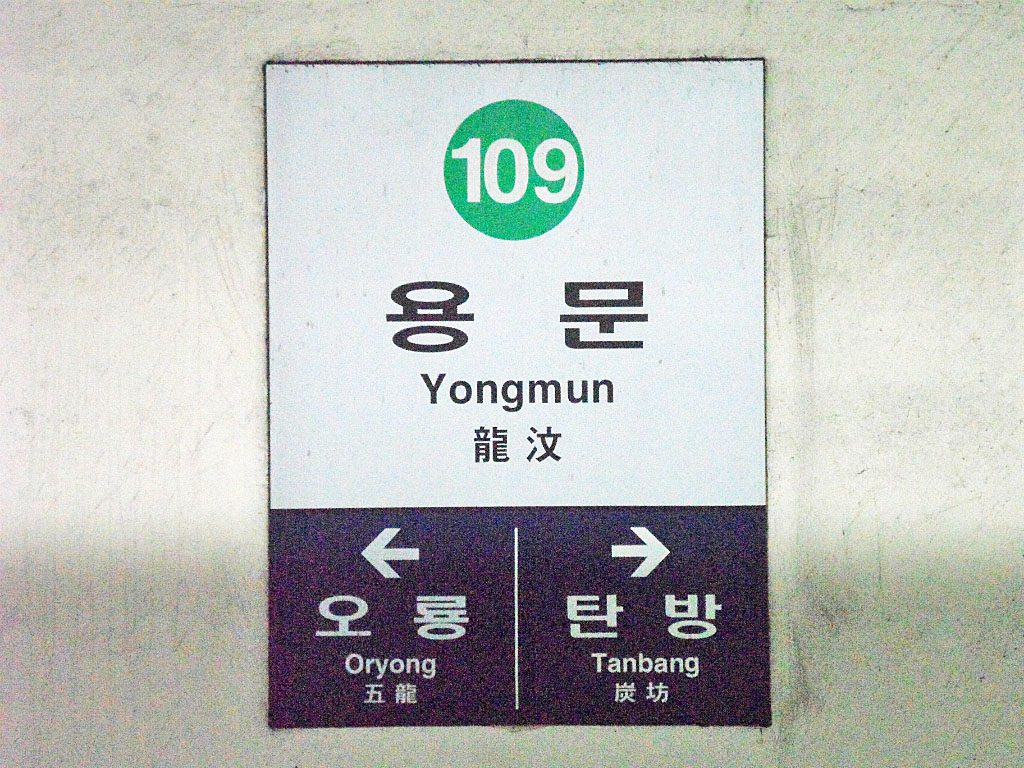
En 2013.
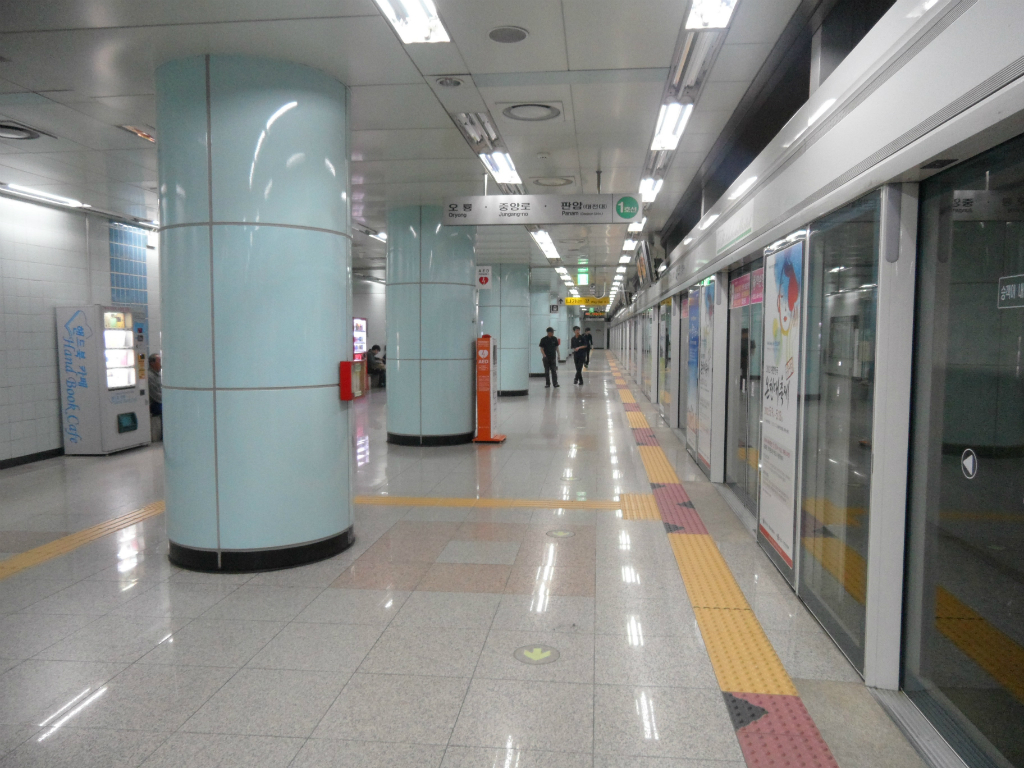
En 2012.

### Intermodalité
La station dispose d'un local à vélos. Des arrêts de bus sont situés à proximité.